# 烟墩镇 (南陵县)
烟墩镇，是中华人民共和国安徽省芜湖市南陵县下辖的一个乡镇级行政单位。

## 行政区划
烟墩镇下辖以下地区：
烟墩街道社区、烟墩村、刘店村、霭里村、三星村、红旗村、海井村和万兴村。